# 風船割り
風船割り（ふうせんわり）とは、ゴム風船や紙風船などの玩具の風船を意図的もしくは故意に破裂させる行為のことである。英語ではBalloon Poppingと言う。
風船を割る行為が伴うゲームの場合、風船を割ることがノルマであったり、チームの勝ち負けを決めるポイントとなることが多い。またイベントの終了などでバルーンドロップ後の大量のバルーンやバルーンデコレーションの撤去などで、迅速にイベント会場を明け渡す関係からスタッフにより行われることもある。またストレスなどの発散方法もある。
日本では、第二次世界大戦後の高度成長とともに登場したテレビ放送のバラエティ番組を中心に、風船割りゲームのバラエティが大きく広がったと考えられる。色とりどりの風船が破壊されることが視聴者の興味を惹きやすいため、カラー放送が始まった頃に盛んに使用された。
しかし一部のバラエティ番組で行われる風船割りの行為には、出演者や観客への恐怖を無闇にあおるものや、風船の中に水や粉などを入れて寝ている人の頭の上で割るようないたずら番組などの迷惑行為の演出で行われているものもある。

## 風船割りの分類
風船割りのゲームではほとんどの場合ゴム風船が使用される。気体を入れて膨らませた風船は割れるときに破裂音を伴うが、液体を入れた場合は液体の割合が多いほど破裂音は押さえられる。
ゴム風船が割れる要因として、風船を限界まで膨らませ続ける行為によりゴム膜に裂け目を生じ割れる場合と、それ以外の膨らませた状態で針などの鋭利な物や物理的な圧迫、静電気の放電、ゴム膜の酸化など外部的要因でゴム膜に裂け目を生じ割れる場合に大別される。
一般に前者はテレビ番組などのゲーム、後者はテレビ番組に加え、民間で開催される運動会やパーティーゲームなどで多いゲームのタイプである。

### つぶし割り・たたき割り
民間の学校や地域コミュニティなどで行われる運動会の演目で一番多い形態である。参加者全員が足に風船の付いたひもを付け、制限時間内に他のチームのメンバーの風船を割り、風船が多く残っていたチームが勝ちとするもの。また椅子やマットの上で風船をお尻など体の一部で風船を圧迫させて割るものや、二人で風船をはさんで抱き合い割るものなど割る行為がノルマのゲームもある。しかし複数人で風船割りに関わるゲームはあまり親しくない異性同士が抱き合う必要があるなど、場所と場合によってはセクシャルハラスメントなどの紛争の原因となることがあるので、実施には十分な配慮が必要である。　紙風船の風船割りでは新聞紙を巻いた棒で叩いたり、両手で叩くように割る行為が多い。

### 膨らまし割り
ゲーム
ゴム風船を割れるまで膨らませるもの。日本ではアレルギー対策のされたジェット風船が野球応援に用いられ多くが口で膨らませられているが、一方で運動会で口で割れるまで膨らませるゲームは少ない。また行われる場合もハラボンなど足踏みポンプなどの空気ポンプで膨らませることが多い。欧米ではBlow To Pop、短く縮めてB2Pと呼ばれることもある。
テレビ番組では一般に風船の破裂がそのまま恐怖を与える罰ゲームとなり敗者となるゲームが多く、山手線ゲーム（古今東西ゲーム）などで電動ポンプやボンベなどで膨らませることが多いほか、割る風船の大きさが大型になることも珍しくない。また風船嫌いの有名人へのいたずら目的や罰ゲームの目的で密室に出演者を閉じこめて破裂するまで膨らませることも行われる。 破裂に用いる風船の中には空気・ヘリウムガスに限らず、水・墨汁などの色水、粉体、ドリアンなどの悪臭を伴うガスが注入されている場合がある。
科学実験
膨らましたツイストバルーンを液体窒素に浸し、体積が小さくなったところで風船を小さく縛り、室温による風船内の空気の膨張で破裂させる科学実験が行われることがある。また、真空ポンプの内部の気圧を下げて膨らまし、破裂させる実験もある。

### 突き割り
ゲーム
突き割り系のゲームは刃物を伴うことから民間の運動会などでは行われることは少ないが、ダーツや吹き矢などの初歩的な大きな的として使われるほか、二次会などで使われるパーティーグッズの風船ロシアンルーレットや、制限時間で自動的に破裂するパニッシュバルーンなどがその一例である。また膨らましたゴム風船に貼り付けたセロテープをはがす爆弾処理ゲーム（場合によっては制限時間内にできなかった場合、ゲームの進行者が容赦なく針を刺して割る）。　また、たくさんの風船に番号を入れた紙片を入れて、賞品の当たる抽選を行なう風船くじなども行なわれる。
テレビ番組のゲームでは制限時間やペナルティの回数などのゲームのノルマでスタッフにより遠隔操作で針で風船を割ることは行われるがその仕組みが表に出ることは少なく、ミニ列車の先頭に針を付けて鉄橋部に風船を置いてメンバーが風船をタイミングよく風船を取り上げる危険信号ゲームなどに限られる。70年代半ば~80年代半ばあたりまでテレビ番組では、風船の上にお灸を乗せて火を点け、熱で風船のゴム膜を少しずつ溶かして割るという手法も多く行われた。しかし近年は煙が少量だが出るため消防法の自主規制や、風船が割れた後にまだ燃えている状態のお灸が落ちたり飛び散ったりし火災の原因や火傷の恐れがあるため、この風船割りの方法はほぼ行われない。
科学実験
ゴムを溶かすリモネンの実証実験や高速度写真の撮影実験など。高速度写真ではゴム膜に放電させ破壊する高圧放電用の針を風船の近くに置き、放電とカメラのストロボの動作を連動させて撮影することが多い。
また水素やプロパンガスなどの可燃性ガスの燃焼実験で、風船にそれらのガスを注入し、スパークなどにより点火爆発させることも行なわれることがある。
動物実験
ハブなどのヘビ類の攻撃実験で水と体温に近い温度の温水を入れた２つの風船を並べて攻撃させ、スズメバチでは黒と白の２つの風船をハチの巣に近づけて攻撃させる実験が行われる。
バルーンデコレーション
くす玉の代わりとなるスパークバルーンの演出行為や、バルーンドロップが行われたイベント会場の撤収作業でスタッフにより針やカッターなどで迅速に割る行為も行われる。バルーンアトラクションにおける風船割りでは、ゴム膜に可燃ガスの火炎や電熱線の熱、空気圧などで飛び出す針などにより遠隔操作で破裂させることが多い。またバルーンデコレーションを施したパーティーは俗にバルーンバッシュ(Balloon bash「風船割り」)ともいわれる。

## 風船割りの弊害
風船の割れる音の嫌いな人はイベント会場にゴム風船があることに敏感に反応し、風船割りの行為では運動会や二次会、イベントの会場から逃げ出したくなる衝動に駆られるものである。また想像以上に恐怖心を感じる人もいることから、風船割りの行為を無理強いするべきでなく、耳をふさがせる自由や場合によっては耳栓などを着用させる配慮も大切である。またゴム風船の破裂の際の破片の飛散や音により眼球や聴覚に障害をもたらす恐れがあるので顔や耳の近くで割る行為には注意が必要である。昨今のテレビ番組では、出演者の不慮の怪我や安全性を徹底していないなどといった視聴者の抗議を避ける目的で、出演者が耳栓やゴーグルを装備した上で風船割りを行う場合が多い。まだそういった安全意識が高まっていなかった時代の番組であった8時だョ!全員集合の「ジャンケン決闘」のコーナーにおいて、風船の破裂によって出演者が軽傷ではあるものの負傷するという事故が起きている。　
また大量に割る行為は騒音を伴い、またつぶし割る行為は破裂による体重の落下により振動の原因になる場合があり、場所によっては近隣への騒音・振動の影響や時間帯（夜間など）などの配慮が必要である。（場合によってはゴムの伸びていない部分にはさみを入れるなど破裂音を出さずにしぼめる方法を行うことも大切である。）